# Passer eminibey
Passer eminibey là một loài chim trong họ Passeridae.